# Dražíč
Dražíč (en allemand : Draschitz) est une commune du district de České Budějovice, dans la région de Bohême-du-Sud, en République tchèque. Sa population s'élevait à 266 habitants en 2023.

## Géographie
Dražíč se trouve à 9 km à l'ouest-nord-ouest de Bechyně, à 38 km au nord-nord-ouest de České Budějovice et à 108 km au sud-sud-est de Prague.
La commune est limitée par Slabčice, Bernartice et Borovany au nord, par Radětice et Bechyně à l'est, par Chrášťany au sud, et par Albrechtice nad Vltavou à l'ouest.

## Histoire
La première mention écrite du village date de 1379.

## Administration
La commune se compose de quatre sections :
- Březí
- Dražíč
- Karlov-Nepomuk
- Vranov

## Galerie

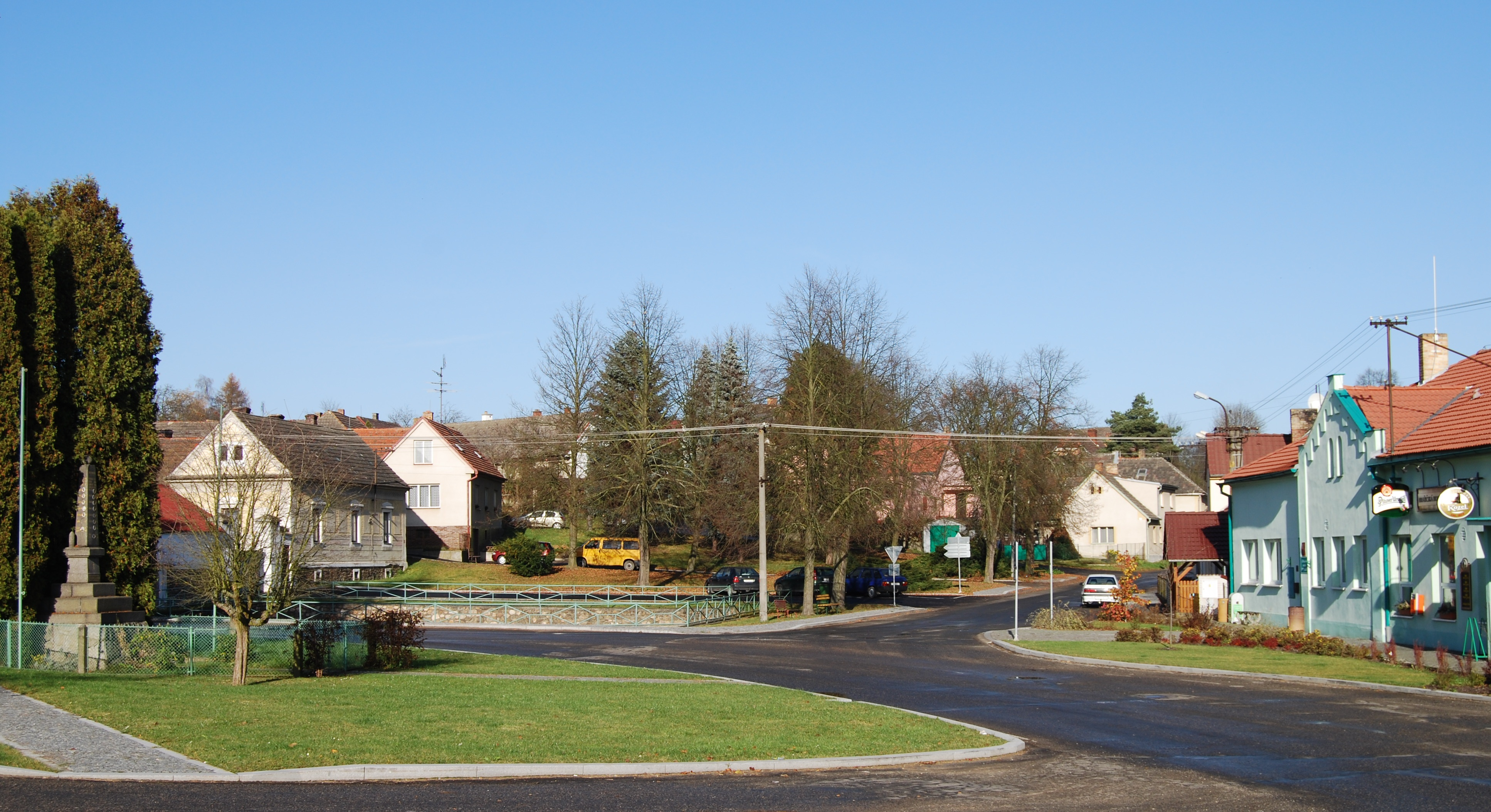
Centre de Dražíč.
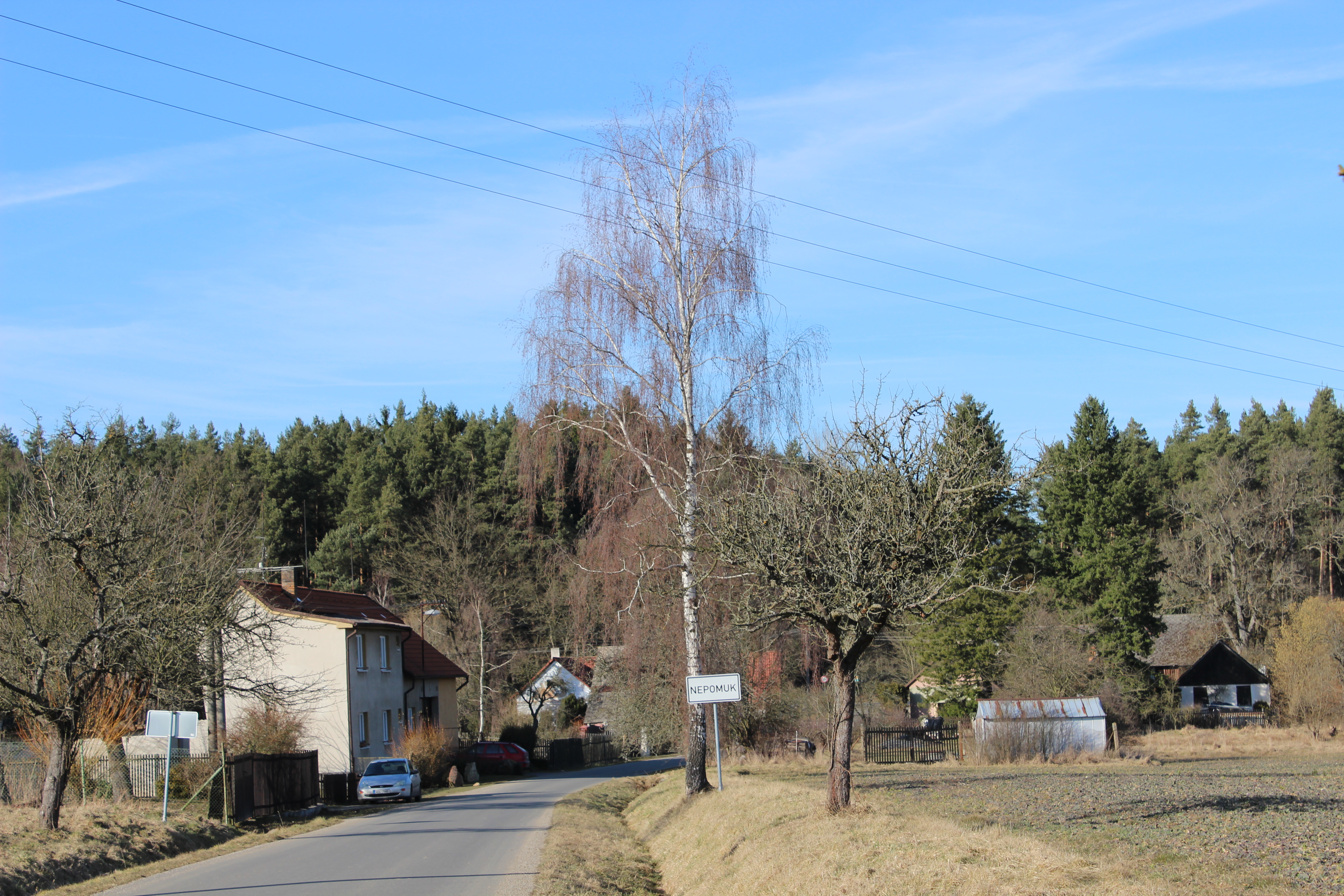
Hameau de Karlov-Nepomuk.

## Transports
Par la route, Dražíč se trouve à 24 km de Písek, à 32 km de Tábor, à 44 km de České Budějovice et à 114 km de Prague.